# Francesco Cesarini (ciclista)
Francesco Cesarini (San Giacomo di Spoleto, 24 marzo 1962 – Foligno, 10 febbraio 2020) è stato un ciclista su strada italiano.
Da dilettante vinse il Giro Ciclistico d'Italia nel 1982 e la medaglia di bronzo ai Giochi del Mediterraneo del 1983 disputati a Casablanca nella prova in linea.
È morto nel 2020 all'età di 57 anni.

## Carriera
Corridore forte si mise in evidenza soprattutto nelle corse a tappe nella categoria dilettantistica, oltre alla vittoria al Giro Ciclistico d'Italia nel 1982 fu quinto nella stessa corsa nel 1984 e per due volte salì sul podio del Giro d'Abruzzo nel 1983 e nel 1984.
Passato professionista nell'agosto del 1984, si ritirò nel 1992 collezionando solo tre vittorie nella massima categoria fra cui una tappa al Tour de Suisse nel 1988 concluso, talaltro, in sesta posizione assoluta.
Fra i suoi piazzamenti nelle corse del calendario italiano vanno ricordati i podi nel Trofeo Matteotti 1987 nella Coppa Agostoni 1988 e 1990 ed nel Gran Premio Industria e Commercio di Prato nel 1990.
Ha fatto parte della nazionale italiana di ciclismo sia fra i dilettanti che fra i professionisti.

## Palmares
- 1980 (dilettanti)

Trofeo Internazionale Bastianelli
- 1981 (dilettanti)

Giro del Montalbano
- 1982 (dilettanti)

Classifica generale Giro Ciclistico d'Italia
Gran Premio Pretola
Gent-Wervik
- 1986 (Del Tongo, una vittoria)

Trofeo Pantalica
- 1988 (Ariostea, una vittoria)

7ª tappa Tour de Suisse (Leukerbad > Locarno)

### Altri successi
- 1986 (Del Tongo)

3ª tappa Giro d'Italia (Catania > Taormina, cronosquadre)
- 1989 (Ariostea)

Lariano (circuito)

## Piazzamenti

### Grandi giri
- Giro d'Italia

1986: 76º
1988: 88º
1990: 111º
1991: 97º
1992: 128º

### Classiche monumento
- Milano-Sanremo

1986: 39º
1991: 37º
- Liegi-Bastogne-Liegi

1988: 50º

### Competizioni mondiali
- Campionati del mondo

Città del Messico 1980 - In linea Juniors: 8º
Chambery 1989 - In linea Elite: ritirato
Utsunomiya 1990 - In linea Elite: ritirato
Giochi del Mediterraneo
Casablanca 1983 - In linea: 3º